# Ribafrecha
Ribafrecha – gmina w Hiszpanii, w prowincji La Rioja, w La Rioja, o powierzchni 34,58 km². W 2011 roku gmina liczyła 1010 mieszkańców.